# 4e en 9e Bataljon
Het 4e + 9e Bataljon, ook bekend als Jimahi Kamp 4 en Bunsho II Kamp 4 in Tjimahi was tijdens de Japanse bezetting van Nederlands-Indië in de periode van maart 1942 tot januari 1944 eerst een interneringskamp. Dit kamp lag in het noordelijk stadsdeel van Tjimahi en werd begrensd door de Kampementsweg in het zuidoosten, de Stationsweg in het zuidwesten, de Gedong Delapan (de racebaan) in het noordwesten en de Gedong Empat/Bataljonsweg in het noordoosten. Het gebied omsloot de militaire kazernes van het 4e en 9e Bataljon. Het kampement was omheind met prikkeldraad.

## Krijgsgevangenenkamp
Vanaf april 1942 werden de barakken en (onder)officierswoningen in het grote kampement van de twee garnizoensbataljons in Tjimahi gebruikt als onderkomen voor Britse, Australische, Nederlandse, Indo-Europese, Molukse en Menadonese krijgsgevangenen. Het kampterrein had een oppervlakte van ongeveer 2.000 vierkante meter. Het was berekend op de legering van ten hoogste 2.500 man maar er werden veel meer krijgsgevangenen ondergebracht. Het kamp fungeerde als het grootste verzamel- en doorgangskamp van krijgsgevangenen in Tjimahi. Eind januari 1944 werden de laatste krijgsgevangenen overgebracht naar het 10e Bataljon in Batavia.

## Burgerkamp
Vanaf februari 1944 tot 23 augustus 1945 fungeerde het kampement als burgerkamp voor mannen en oudere jongens.

## Opvangkamp
Van 23 augustus 1945 tot april 1946 fungeerde het kampement als opvangkamp na de Bersiap-periode.